# Peliococcus orientalis
Peliococcus orientalis är en insektsart som beskrevs av Bazarov 1971. Peliococcus orientalis ingår i släktet Peliococcus och familjen ullsköldlöss.
Artens utbredningsområde är Turkmenistan. Inga underarter finns listade i Catalogue of Life.